# Barraca I (Ulldecona)
La Barraca I és una obra d'Ulldecona (Montsià) inclosa a l'Inventari del Patrimoni Arquitectònic de Catalunya.

## Descripció
Barraca de planta el·líptica amb quatre sales interiors, una a l'entrada amb una porta a cada costat. La porta de l'esquerra dona pas a una sala i la de la dreta a dues. Les cobertes són falses voltes fetes per aproximació de filades. La porta d'entrada està orientada al sud i té una llinda de pedra.